# Dicallaneura tantra
Dicallaneura tantra är en fjärilsart som beskrevs av Hans Fruhstorfer 1914. Dicallaneura tantra ingår i släktet Dicallaneura och familjen Riodinidae. Inga underarter finns listade i Catalogue of Life.